# Willem V van Auvergne
Willem V van Auvergne (circa 1000 - 1064) was van 1032 tot aan zijn dood graaf van Auvergne. Hij behoorde tot het huis Auvergne.

## Levensloop
Willem V was de zoon van graaf Robert I van Auvergne uit diens huwelijk met Ermengarde van Arles, een mogelijke dochter van graaf Willem I van Provence. 
Na de dood van zijn vader in 1032 werd hij graaf van Auvergne, wat hij bleef tot aan zijn eigen dood in 1064. Over zijn regering in Auvergne is zo goed als niets bekend. Op Pinksteren 1059 woonde Willem de kroning van koning Filips I van Frankrijk bij.
Willem V was gehuwd met Philippa, dochter van graaf Stefanus van Gévaudan. Ze hadden minstens twee zonen: Robert II (overleden in 1096), die hem opvolgde als graaf van Auvergne, en Stefanus, die in 1054 bisschop van Clermont werd.